# Detector de rayos

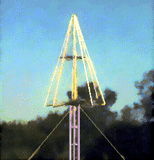
Detector de rayos en el Centro Espacial Kennedy, Florida.

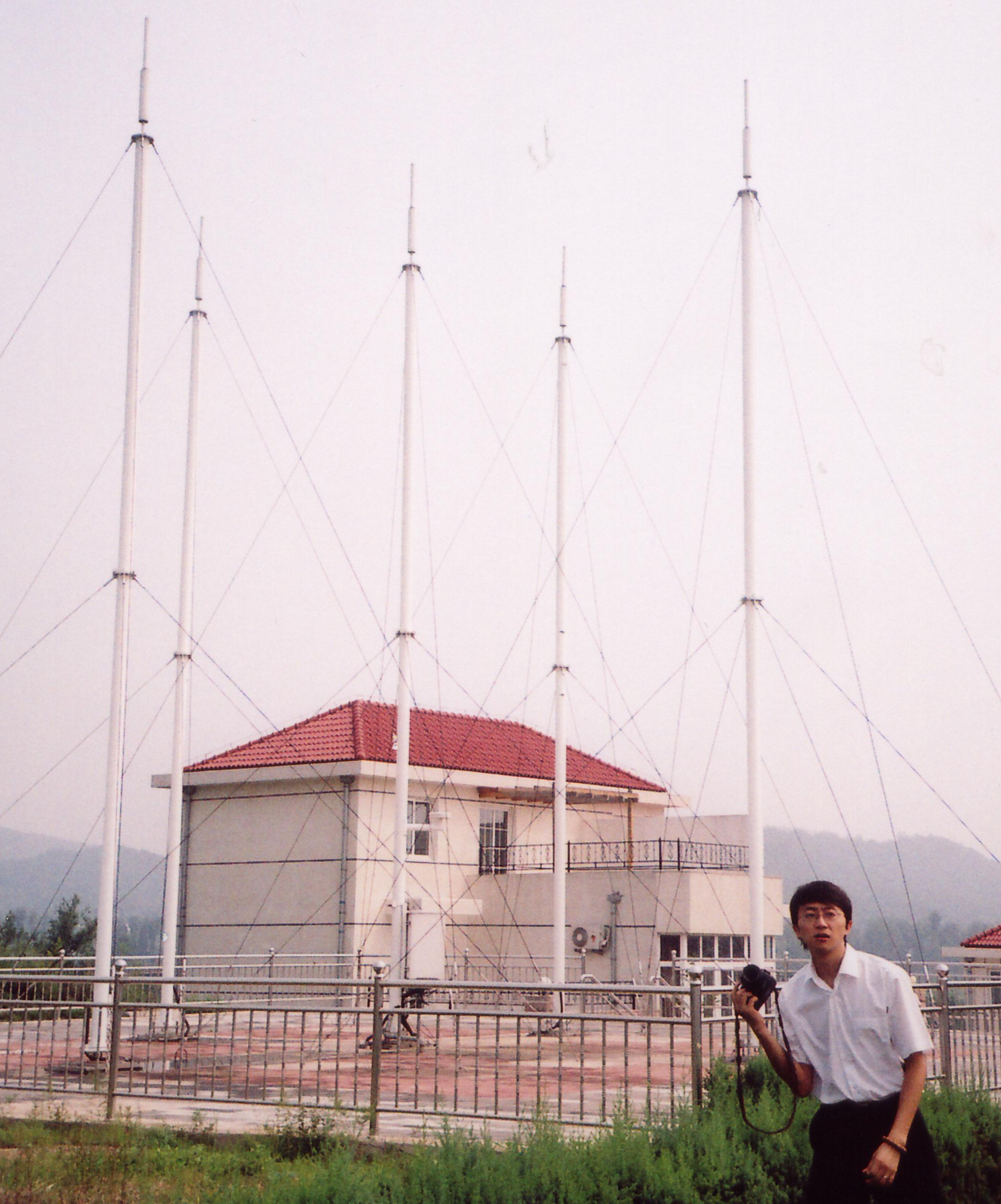
Antenas parte de una red de detección de rayos en China. Esta red puede detectar los rayos en tres dimensiones de las tormentas

Un detector de rayos es un aparato que detecta los relámpagos o rayos de luz producidos por tormentas. 
El primer dispositivo de este tipo fue inventado en 1894 por Alexander Stepanovich Popov. También fue el primer receptor de radio en el mundo.
Hay tres tipos básicos de detectores, cada uno con ventajas y desventajas:
- sistema terrestre, que usa múltiples antenas
- sistema móvil, usa una dirección y una antena sensitiva, en el mismo lugar (normalmente a bordo de una aeronave)
- sistema espacial.

Los detectores "terrestre" y "móvil" calculan dirección y severidad de los rayos desde la base, usando técnicas de direccionado por radio, junto con un análisis de las frecuencias características emitidas por los rayos. Los sistemas terrestres usan la triangulación desde múltiples localizaciones para determinar la distancia, mientras los sistemas móviles estiman la distancia usando la frecuencia de la señal y la atenuación. 
Los detectores de rayos espaciales, en un satélite artificial, pueden localizar distribuciones de tormentas de rayos, analizando los flashes por observación directa, pero tienen un retardo de algunos s .
Las redes de detectores de rayos terrestres son usadas por los servicios meteorológicos, como el Météo-France, National Weather Service en EE. UU. y el Servicio meteorológico de Canadá, y por otras organizaciones como servicios de prevención de incendios forestales y de redes eléctricas.

## Limitaciones
Cada sistema usado en detectar rayos tiene limitaciones que incluyen:
- Una red terrestre debe ser capaz de detectar un rayo con al menos tres antenas localizándolo con un aceptable margen de error. El conflicto son los rayos entre nubes, ya que una antena debe detectar la posición del fenómeno en la nube de salida y otra antena en la de recepción. Así, el sistema tiene la tendencia a suberestimar el número de meteoros, especialmente al inicio de las tormentas donde los rayos internubes prevalecen.

- Mientras usan más la atenuación que la triangulación, los detectores móviles a veces erran al indicar débiles rayos de reales fuertes, y viceversa.

- Los sistemas espaciales no sufren de ninguna de estas limitaciones, pero su información está con frecuencia retrasada varios minutos, limitando su uso en aplicaciones necesitadas de "al instante" como en la navegación aérea.

## Detectores de rayos Vs.radar meteorológico

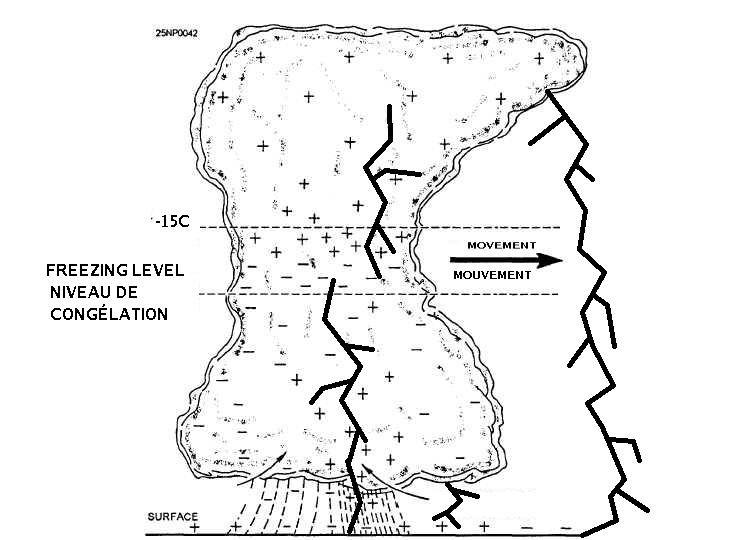
Distribución de cargas eléctricas y descargas de rayos en y alrededor de una tormenta

Los detectores de descargas eléctricas de rayos y los radares meteo se complementan en detectar tormentas. Los detectores indican actividad eléctrica de descargas, mientras el radar indica precipitación. Ambos fenómenos están asociados con las tormentas y pueden ayudar a indicar la potencia de ellas.

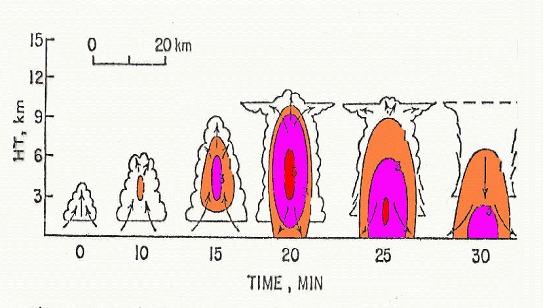
Ciclo de vida de una tormenta, y reflectancias asociadas desde un radar meteorológico

La primera imagen a la derecha muestra el ciclo de vida de una tormenta: 
- El aire se mueve hacia arriba, debido a la inestabilidad.
- Ocurre condensación de vapor de agua, y el radar detecta ecos arriba del terreno (áreas coloreadas).
- Eventualmente la masa de gotas de lluvia es demasiado grande para sostenerse por la corriente ascendente de aire, y caen hacia la tierra.

La nube debe desarrollarse en una cierta extensión vertical antes que el relampagueo se produzca, por lo que generalmente el radar meteorológico indica una tormenta en desarrollo antes que el detector de rayos actúe. No es siempre claro de los retornos más tempranos si la nube en cuestión se desarrollará en una tormenta, ya que el "radar meteorológico" también suele sufrir efectos de enmascarado por atenuación, donde la precipitación cercana al radar puede ocultar (a veces muy intensamente) precipitaciones más allá. Los detectores de rayos no sufren del efecto enmascarado y pueden confirmar cuando una determinada nube de lluvia evolucionará hacia una tormenta. 
A veces los rayos se localizan fuera de las lluvias registradas por el radar. La 2ª imagen muestra lo que ocurre cuando el relámpago se origina en la parte superior del yunque de la nube de tormenta (parte tope de la nube cumulonimbus) o en el borde exterior de la línea de lluvia. En ambos casos, hay aún un área de ecos de radar que no los localiza.

## Uso en la aviación
Cada vez más importantes aerolíneas usan el radar meteorológico, y no el detector de relámpagos, ya que el radar puede detectar tormentas más pequeñas que aún pueden causar turbulencia; sin embargo, modernos sistemas de aviónica ofrecen detección de rayos dando adicional seguridad.
En aeronaves más pequeñas, especialmente en aviación general, hay dos principales marcas de detectores de relámpagos (en la jerga llamados sferics, apócope en inglés de la estática atmosférica): Stormscope, producido originalmente por "Ryan" (más tarde por "B.F. Goodrich") y corrientemente por "L-3 Communications", y el Strikefinder, de "Insight". 
Los detectores son poco caros y livianos, haciéndolos atractivos al cliente de avionetas (particularmente en las aeronaves, donde su nariz no dispone de lugar para instalar un radomo).

### Predicción de microrráfagas
La detección IC de rayos también proporciona un método para predecir microrráfagas.: 46–47  La corriente ascendente en las células convectivas comienza a electrificarse cuando alcanza altitudes suficientemente frías para que los hidrometeoros de fase mixta (agua y partículas de hielo) puedan existir en el mismo volumen. La electrificación ocurre debido a colisiones entre partículas de hielo y gotas de agua o partículas de hielo recubiertas de agua.: 6018–6019  Las partículas de hielo más ligeras (nieve) se cargan positivamente y se transportan a la parte superior de la nube, dejando atrás las gotas de agua cargadas negativamente en la parte central de la nube.: 6014 

## Detectores de rayos, personales
Un tipo de detector que incrementa su popularidad es el operado a batería: el detector de rayos personal. Similar en tamaño a un pager, esos detectores se están haciendo populares, en EE. UU., entre golfistas, acampadores, policía, deportistas, y demás usuarios del espacio abierto. 
Detectan el pulso electromagnético (PEM) emitido por un relámpago; y midiendo la fuerza del PEM detectado, el aparato puede estimar la distancia al rayo.: 248  Algunos detectores personales, al exponerlos a múltiples rayos detectados, pueden calcular y extrapolar la dirección del movimiento tormentoso en relación con su posición (aproximándose, alejándose o estacionario).
Aunque los detectores personales funcionan bien en su habilidad de detectar relámpagos cercanos, son básicamente funcionales en comparación con los de uso profesional. Por ejemplo, no pueden informar donde se localizó un relámpago, y si se aproxima, solo que hubo un destello en el área. Pero a su vez, ambos equipos que detectan los PEM, pueden recibir interferencia de otros pulsadores de PEM (como equipo electrónico, electrodomésticos y hasta luces fluorescentes y aún motores de vehículos) puede dar resultados de falsas alarmas o de rayos no detectados. Esas interferencias con frecuencia tienen el efecto adicional de mal funcionamiento desde el interior de una vivienda. A pesar de estas limitaciones, los detectores personales continúan incrementando su popularidad entre aficionados y profesionales.